# کلمر
شهر کلمر (به فرانسوی: Clamart) در شهرستان او-دو-سن در ناحیه ایل-دو-فرانس با جمعیت ۵۰٬۶۵۵ نفر در کشور فرانسه واقع شده‌است